# Gouverneur d'Aguascalientes
Le gouverneur d'Aguascalientes (en espagnol : Gobernador de Aguascalientes) est le chef du pouvoir exécutif de l'État d'Aguascalientes au Mexique.
La fonction est occupée par María Teresa Jiménez Esquivel depuis le 1er octobre 2022.

## Histoire
en 1835, le territoire d'Aguascalientes est créé par détachement de l'État de Zacatecas. Il devient un État du Mexique en 1857 avant d'être incorporé au sein du département du même nom sous le Second Empire mexicain de 1865 à 1867, date à laquelle l'État est reconstitué.
À partir de 1932, les gouverneurs successifs appartiennent tous au Parti national révolutionnaire (PNR), devenu le Parti de la révolution mexicaine (PRM) en 1938 puis le Parti révolutionnaire institutionnel (PRI) en 1946. Depuis 1998, la fonction est occupée par le Parti action nationale (PAN), sauf entre 2010 et 2016.

## Élection
Le gouverneur est élu au suffrage universel pour un mandat de six ans et n'est pas rééligible. La dernière élection a eu lieu le 5 juin 2022.